# Етрињи
Етрињи (фр. Etrigny) насеље је и општина у источном делу централне Француске у региону Бургоња, у департману Саона и Лоара која припада префектури Шалон сир Саон.
По подацима из 2011. године у општини је живело 449 становника, а густина насељености је износила 23,36 становника/km². Општина се простире на површини од 19,22 km². Налази се на средњој надморској висини од 280 метара (максималној 500 m, а минималној 189 m).

## Демографија
| 1962. | 1968. | 1975. | 1982. | 1990. | 1999. | 2011. |
| ----- | ----- | ----- | ----- | ----- | ----- | ----- |
| 404   | 441   | 371   | 355   | 352   | 395   | 449   |

График промене броја становника у току последњих година